# Тінеке Бартелс
Тінеке Бартелс (нід. Tineke Bartels, 6 лютого 1951) — нідерландська вершниця.
Срібна призерка Олімпійських Ігор 1992 (командна виїздка), 1996 (командна виїздка) років, учасниця 1984, 1988 років.
Срібна призерка Чемпіонату Європи з виїздки 1995 року в командній виїздці, бронзова призерка 1987 (командна виїздка), 1991 (командна виїздка) років.
Срібна призерка Чемпіонату світу з виїздки 1986 року в командній виїздці.